# Горица Станковић
Горица Станковић рођена је у Лесковцу 1969. године, пише љубавну и родољубиву поезију. 
Своју прву збирку песама под називом „Сама” објавила је 2012. године  194821644, а друга њена збирка „Месечева тајна“ објављена је 2014. године  208766732.
Објављивала песме по зборницима – „Арте стих 2013“, „Чегарске ватре“,  “Стиховање“, „Мирис брда на шљиве зреле“ , „Снага ријечи“, „Прљача“ и другим. На песничком маратону у Алексинцу освојила друго место песмом „Испред манастира“.